# Copenhagen (filme)
Copenhagen (bra: Copenhagen) é um filme canado-dano-estadunidense de 2014 de aventura do gênero coming-of-age.

## Enredo
Depois de semanas viajando pela Europa, o imaturo William (que tem 28 anos) encontra-se em uma encruzilhada em Copenhague, que para ele não é qualquer cidade europeia, é o local de nascimento de seu pai. Quando conhece a jovem dinamarquesa Effy, juntos embarcam na aventura em busca do avô de William. A mistura de frescor e sabedoria de Effy provocam em William um desafio como nenhuma outra garota provocou. Enquanto a atração está em ascensão e William começa a realmente se conectar com alguém pela primeira vez na vida, ele deve assimilar os desafios deste suposto relacionamento com as descobertas chocantes sobre o passado sórdido de sua família.[carece de fontes?]

## Elenco
- Gethin Anthony como William
- Frederikke Dahl Hansen como Effy
- Sebastian Armesto como Jeremy
- Olivia Grant como Jennifer
- Baard Owe como o tio Mads
- Mille Dinesen como a mãe da Effy
- Martin Hestbæk como Henrik
- Tamzin Merchant como Sandra